# Brosmophycis marginata
La brótula roja (Brosmophycis marginata) es la única especie del género Brosmophycis, un pez marino de la familia de las brótulas vivíparas, distribuido por la costa este del océano Pacífico, desde el sur de Alaska hasta el norte de Baja California, en México.

## Anatomía
La forma del cuerpo es anguiliforme, con una longitud máxima descrita de 46 cm. No tienen espinas en las largas aletas dorsal y anal, sino solo dos radios en las aletas pélvicas. Eel radio externo es largo y filamentoso, el doble de largo que el radio interno.
El color del cuerpo es entre rojo y marrón brillantes en el dorso y blanco en la superficie del vientre. La parte inferior de la cabeza es rojo pálido, mientras que las aletas son rojas.

## Hábitat y biología
Viven posados sobre el fondo marino, en aguas de entre 3 y 256 metros de profundidad
Es una especie común de brótula, con coloración críptica, que prefiere las áreas rocosas.

## Relación con los humanos
Su carne se considera dulce y de textura fina. Sin embargo no suele ser pescado, y rara vez está disponible en los mercados. Es usado principalmente en acuariología.